# مدرسه نقاشی، مجسمه‌سازی و معماری مسکو

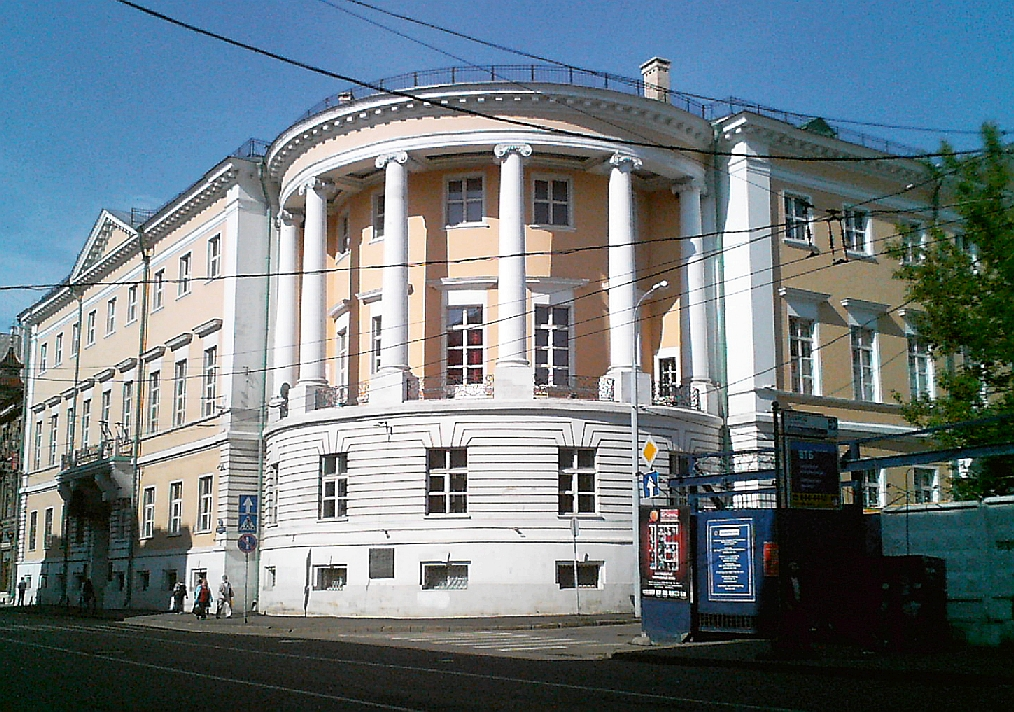
ساختمان این مدرسه در شماره ۱۱، خیابان روزژستوانکا (موسسه معماری امروزی مسکو) در سال ۲۰۰۹.

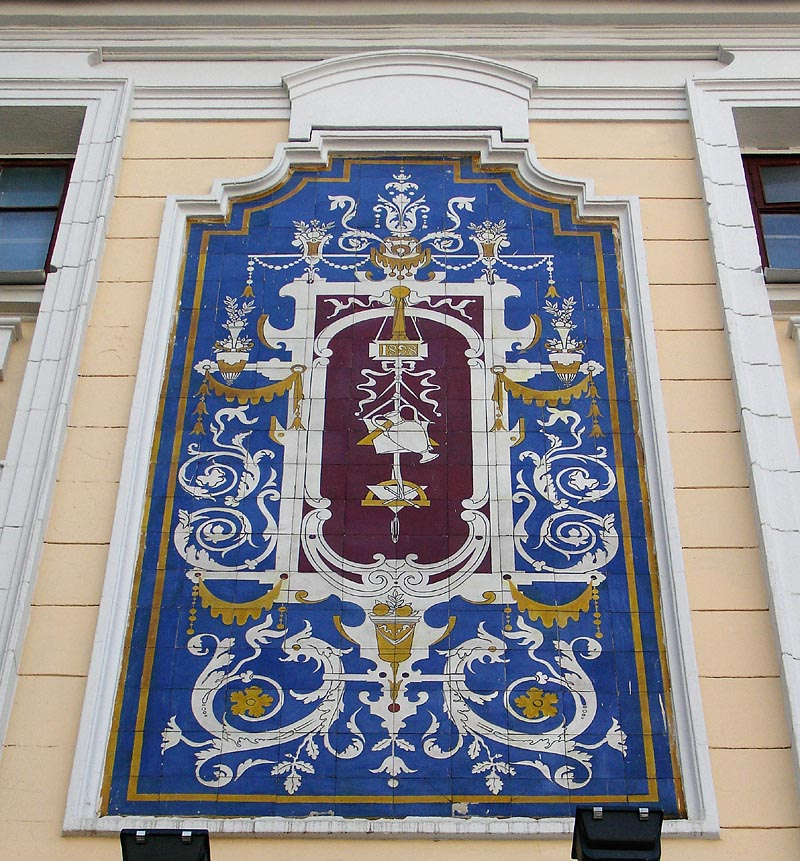
کاشی کاری های هنری روی ساختمان.

مدرسه نقاشی، مجسمه‌سازی و معماری مسکو (روسی: Московское училище живописи, ваяния и зодчества, МУЖВЗ) یکی از بزرگ‌ترین مؤسسات آموزشی کشور روسیه بود. این مدرسه در سال ۱۸۶۵، از تلفیق یک کالج خصوصی هنر تأسیس شده در ۱۸۳۲ و مدرسه معماری پالاس که در ۱۷۴۹ دمیتری اوختومسکی تأسیس شده بود، به وجود آمد.